# 衣裳街歷史文化街區
衣裳街是中华人民共和国浙江省湖州市市中心南街東側的一條古街，地處市區繁華商業區，长约300米，因曾有眾多的估衣店而得名，目前正在改造建设中，建成後將成為集商貿、文化、悠閒、娛樂、旅遊和居住等多種功能為一體的，集中反映湖州清末民初傳統城市商業文化、傳統水鄉居住文化和傳統江南城市風貌的，能充分體現湖州城市特色的歷史街區。

## 歷史
衣裳街最早遺跡可追溯至東晉，今館驛河頭22—32號為吴兴太守謝安故居舊址，南朝梁吳興太守蕭琛建白蘋館。唐大曆九年湖州刺史顏真卿建霅溪館，後湖州刺史杜牧改稱碧瀾堂。宋《嘉泰吳興志》載，衣裳街宋代稱州治大街或州治前街和市街，明代稱府前街和小市街，是湖州府治通向驛館的必經之路。清中葉时已成为湖城的主要商業街坊，街上店鋪林立，有汪記、九加等十多家估衣店（北伐戰爭後逐漸消失），福泰和、萬泰和、新泰和等十多家嫁妝店，以及陳信源銀樓，森益源中藥店等，其中名店、老字號數十家，以九曲弄為核心的各類當鋪、錢莊比肩組成了當時最主要的金融商業中心。 

## 保護
衣裳街歷史文化街區为湖州两大历史文化街区之一（另一处为小西街），其范围大致東起保健巷、烏盆巷，西至南街，北至紅旗路、婦保院南，南至金婆弄、甘棠橋，占地面積10.85公頃，總建築面積10.97萬平方米（含保護建築面積1.46萬平方米），常住人口3200人。街区由衣裳街、馆驿河头和红门馆三部分组成，馆驿河头曾为历代官宦往来湖州、泊舟住宿之处，红门馆则曾为学子科举考试之处，辛亥革命时为湖州临时军政府所在地。
区内現存吳興電話公司舊址（红门馆前80号，民国四年（1915）在此成立湖州最早的电话公司“商办吴兴电话股份有限公司”）、大摆渡口周宅（大摆渡口8号，今为沈家本纪念馆）和馆驿河头王宅（馆驿河头54号）三處文保單位，另有霅溪館旧址（馆驿河头22—32号，又称接官廳，俗称馆驿，原为古代官员往来下榻之处，现为湖州古代贤守纪念馆）、昌大当铺旧址（馆驿巷5号）、清莲阁茶楼旧址（馆驿河头14号）、老公泰旅館舊址（馆驿河头58号）、吴兴客栈旧址（馆驿河头96号）、红门馆前叶宅、褚宅、钮宅、沈宅、陆宅（分别位于团结巷1—5号、红门馆前55—57号、76—78号、82号、93—95号）等12處文保點，歷史建築35處，河埠、碼頭18處，傳統街弄13條，及成片的清末民初建築。

## 图集
- 在仪凤桥处向东看
- 馆驿河头及霅溪馆旧址
- 红门馆前及吴兴电话公司旧址
- 吴兴电话公司旧址
- 吴兴电话公司旧址
- 大摆渡口周宅东路
- 大摆渡口周宅西路
- 大摆渡口周宅院内门楼
- 湖州基督教堂（衣裳街56号）

## 外部連結
- 衣裳街歷史文化街區網站 （页面存档备份，存于）